# Clavularia expansa
Clavularia expansa is een zachte koraalsoort uit de familie Clavulariidae. De koraalsoort komt uit het geslacht Clavularia. Clavularia expansa werd in 1931 voor het eerst wetenschappelijk beschreven door Thomson & Dean. 